# ブルヒャルト2世 (シュヴァーベン大公)
ブルヒャルト2世（ドイツ語：Burchard II., 883/4年 - 926年4月29日）は、シュヴァーベン大公（在位：917年 - 926年）およびラエティア伯。ブルヒャルト1世・フォン・シュヴァーベンの息子。

## 生涯
ブルヒャルト2世は、シュヴァーベンをめぐっての戦いに参加した。ブルヒャルト2世の一族はフランケン出身であったが、ブルヒャルト2世はラインラントに勢力を拡大させるためヴァルトキルヒに修道院を創建した。911年に父ブルヒャルト1世が捕られた後に処刑され、ブルヒャルト2世と妃レゲリンダはイタリアに向かった。おそらくシュヴァーベン宮中伯エルハンガーによって追放されたか、自らアルプスを越えて親族の元に向かったと思われる。913年頃、ブルヒャルト2世は帰還し、父の領地を支配した。915年、ブルヒャルト2世はエルハンガーやバイエルン公アルヌルフとともにヴァルヴィースの戦いに加わった。この戦いの後、エルハンガーはシュヴァーベン公と宣言された。
エルハンガーが917年1月21日に処刑された後、ブルヒャルト2世はエルハンガーの全ての領地を占領し、広くシュヴァーベン公として認められた。919年、ブルグント王ルドルフ2世はチューリッヒ伯領を占領し、シュヴァーベン公領の中心地で事実上の首都であったコンスタンツに侵攻した。しかし、ヴィンタートゥールの戦いにおいてブルヒャルト2世はルドルフ2世に勝利し、ブルヒャルト2世は公領を統合し、ルドルフ2世に自らの領地を認めさせた。同年、ブルヒャルト2世はザクセン公ハインリヒ1世を新たなドイツ王として認めた。ハインリヒ1世はその見返りとして、ブルヒャルト2世に公領内の司教および修道院長に対する課税権と叙任権を与えた。
922年、ブルヒャルト2世は娘ベルタをブルグント王ルドルフ2世と結婚させ、双方の和平を確認した。ルドルフ2世がイタリア王ベレンガーリオ1世の対立王に選ばれた際には、ブルヒャルト2世はルドルフ2世に従ってイタリアに向かった。924年、ベレンガーリオ1世が死去し、代わってユーグ・ダルルが支持者らによってルドルフ2世の対立王に選ばれた。ブルヒャルト2世はノヴァーラを攻撃したが、ミラノ大司教ランベルトにより防御された。そこでおそらく4月29日にブルヒャルト2世は戦死した。妃レゲリンダはブルヒャルト2世の後にシュヴァーベン大公となったヘルマン1世と再婚した。

## 子女
レゲリンダとの間に以下の子女をもうけた。
- ギーゼラ（905年頃 - 923/5年10月26日） - ヴァルトキルヒ女子修道院長
- (?) ヒヒャ（905年頃 - 950年） - ヴォルムスガウ伯ヴェルナー5世と結婚、ロートリンゲン公コンラート赤公の母。
- ブルヒャルト3世（915年頃 - 973年11月11日） - シュヴァーベン公（954年 - 973年）
- ベルタ（907年頃 - 966年1月2日以降） - ブルグント王ルドルフ2世と結婚[4]
- (?) 聖アダルリヒ（ドイツ語版）（973年没） - アインジーデルン修道院の修道士